# 潮見台 (川崎市)
潮見台（しおみだい）は、神奈川県川崎市宮前区の町名。丁目の設定がない単独町名である。住居表示実施済区域。面積は0.417km2。

## 地理
宮前区の西端に位置し、川崎市内の幹線道路である尻手黒川道路が域内を貫通している。また、域内には神奈川県内広域水道企業団の西長沢浄水場や川崎市上下水道局の潮見台浄水場が設置されている。その他の土地利用としては農地がまとまって存在し、尻手黒川道路より南側は区内で唯一市街化調整区域に指定されている。
潮見台の西端では麻生区王禅寺と、北西端では麻生区東百合丘と、北端では多摩区長沢と接する。東端では菅生ケ丘や水沢と、南端では横浜市青葉区美しが丘西と接する（特記のない町名は宮前区所属）。

## 歴史
当地では1969年（昭和44年）、浄水場の建設を前に発掘調査が行われ、「潮見台遺跡」として縄文時代中期の集落跡などが発見されている。土器の様式や日本海側で産出される硬玉が発見されていることから、当時の交易圏の広さがうかがえる。
そして、江戸時代前期の当地は「大野原」という入会地となっていたが、享保期に、江戸麻布にあった天真寺の住職、孝岳が当地を買い取って新田開発を行い、「天真寺新田」として独立した。ただし、住居は天真寺の庵のみで、耕作は近隣の農民が行い、村政も下菅生村の名主が行っていた。
明治時代には天真寺新田が菅生村と合併し、その後は向丘村→川崎市と変遷を遂げていった。その間を通して行政上菅生の一部であった当地も、平成を前にして独立した住居表示となった。

### 地名の由来
当地の西端にある「望遠領」という丘から、晴れたときには遠く横浜の海までが見えたことから、地租改正の頃に名付けられた。それ以前は「稗原」と呼ばれていた。

### 沿革
- 江戸時代前期 - 入会地であった。
- 享保期 - 天真寺の住職、孝岳により新田開発がなされる。
- 1731年（享保16年） - 検地が行われ、天真寺新田となる[10]。
- 1875年（明治8年） - 天真寺新田が菅生村と合併。
- 1889年（明治22年） - 町村制施行にあわせ、菅生村など4村が合併して向丘村が成立。当地は向丘村大字菅生の一部となる。
- 1938年（昭和13年） - 向丘村が川崎市に編入。川崎市菅生の一部となる。
- 1970年（昭和45年） - 川崎市の潮見台浄水場が開業[14]。
- 1971年（昭和46年） - 企業団の東長沢浄水場が開業[14]。
- 1972年（昭和47年） - 川崎市が政令指定都市へ移行。高津区菅生の一部となる。
- 1982年（昭和57年） - 高津区から宮前区が分区。当地は宮前区菅生の一部となる。一部が麻生区東百合丘に編入される[12]。
- 1988年（昭和63年） - 住居表示の実施にともない、菅生の一部をもって宮前区潮見台が成立。
- 2010年（平成22年） - 一部を多摩区長沢に編入[16]。

## 世帯数と人口
2025年（令和7年）6月30日現在（川崎市発表）の世帯数と人口は以下の通りである。
| 町丁   | 世帯数  | 人口    |
| ------ | ------- | ------- |
| 潮見台 | 824世帯 | 1,722人 |

### 人口の推移

人口推移のグラフ

潮見台の人口は、以下の表のように推移している。
| 年                 | 基準日  | 人口 | 人口基準 | 出典   |
| ------------------ | ------- | ---- | -------- | ------ |
| 1988年（昭和63年） | 10月1日 | 529  | 推計人口 | [ 17 ] |
| 1989年（平成元年） | 10月1日 | 590  | 推計人口 | [ 17 ] |
| 1990年（平成2年）  | 10月1日 | 635  | 国勢調査 | [ 17 ] |
| 1991年（平成3年）  | 10月1日 | 656  | 推計人口 | [ 17 ] |
| 1992年（平成4年）  | 10月1日 | 745  | 推計人口 | [ 17 ] |
| 1993年（平成5年）  | 10月1日 | 874  | 推計人口 | [ 18 ] |
| 1994年（平成6年）  | 10月1日 | 891  | 推計人口 | [ 18 ] |
| 1995年（平成7年）  | 10月1日 | 918  | 国勢調査 | [ 18 ] |
| 1996年（平成8年）  | 10月1日 | 876  | 登録人口 | [ 18 ] |
| 1997年（平成9年）  | 10月1日 | 896  | 登録人口 | [ 18 ] |
| 1998年（平成10年） | 10月1日 | 924  | 登録人口 | [ 19 ] |
| 1999年（平成11年） | 10月1日 | 925  | 登録人口 | [ 20 ] |
| 2000年（平成12年） | 10月1日 | 927  | 登録人口 | [ 21 ] |
| 2001年（平成13年） | 10月1日 | 935  | 登録人口 | [ 22 ] |
| 2002年（平成14年） | 10月1日 | 947  | 登録人口 | [ 23 ] |
| 2003年（平成15年） | 10月1日 | 973  | 登録人口 | [ 24 ] |
| 2004年（平成16年） | 10月1日 | 1083 | 登録人口 | [ 25 ] |
| 2005年（平成17年） | 9月30日 | 1359 | 登録人口 | [ 26 ] |
| 2006年（平成18年） | 9月30日 | 1557 | 登録人口 | [ 27 ] |
| 2007年（平成19年） | 9月30日 | 1610 | 登録人口 | [ 28 ] |
| 2008年（平成20年） | 9月30日 | 1613 | 登録人口 | [ 29 ] |
| 2009年（平成21年） | 9月30日 | 1668 | 登録人口 | [ 30 ] |
| 2010年（平成22年） | 9月30日 | 1661 | 登録人口 | [ 31 ] |

### 人口の変遷
国勢調査による人口の推移。
| 年                 | 人口  |
| ------------------ | ----- |
| 1995年（平成7年）  | 918   |
| 2000年（平成12年） | 951   |
| 2005年（平成17年） | 1,414 |
| 2010年（平成22年） | 1,639 |
| 2015年（平成27年） | 1,740 |
| 2020年（令和2年）  | 2,008 |

### 世帯数の変遷
国勢調査による世帯数の推移。
| 年                 | 世帯数 |
| ------------------ | ------ |
| 1995年（平成7年）  | 376    |
| 2000年（平成12年） | 408    |
| 2005年（平成17年） | 621    |
| 2010年（平成22年） | 665    |
| 2015年（平成27年） | 616    |
| 2020年（令和2年）  | 683    |

## 学区
市立小・中学校に通う場合、学区は以下の通りとなる（2022年4月時点）。
| 番地 | 小学校             | 中学校             |
| ---- | ------------------ | ------------------ |
| 全域 | 川崎市立稗原小学校 | 川崎市立菅生中学校 |

## 事業所
2021年（令和3年）現在の経済センサス調査による事業所数と従業員数は以下の通りである。
| 町丁   | 事業所数 | 従業員数 |
| ------ | -------- | -------- |
| 潮見台 | 66事業所 | 1,033人  |

### 事業者数の変遷
経済センサスによる事業所数の推移。
| 年                 | 事業者数 |
| ------------------ | -------- |
| 2016年（平成28年） | 53       |
| 2021年（令和3年）  | 66       |

### 従業員数の変遷
経済センサスによる従業員数の推移。
| 年                 | 従業員数 |
| ------------------ | -------- |
| 2016年（平成28年） | 800      |
| 2021年（令和3年）  | 1,033    |

## 交通

### バス
隣接する菅生ケ丘に川崎市バス鷲ヶ峰営業所があり、そこから溝口駅・宮前平駅・生田駅・柿生駅など各方面へのバスが、当地を通って運行されている。

### 道路
- 尻手黒川道路

## 施設
- 西長沢浄水場 - 神奈川県内広域水道企業団
- 潮見台浄水場 - 川崎市上下水道局

## その他

### 日本郵便
- 郵便番号 : 216-0013[3]（集配局 : 宮前郵便局[42]）

### 警察
町内の警察の管轄区域は以下の通りである。
| 番・番地等 | 警察署     | 交番・駐在所 |
| ---------- | ---------- | ------------ |
| 全域       | 宮前警察署 | 蔵敷交番     |